# Provinz Canchis
Die Provinz Canchis ist eine von dreizehn Provinzen der Region Cusco in Südzentral-Peru. Der Provinzname leitet sich von dem indigenen Volk der Qanchis (Canchi) ab.
Die Provinz hat eine Fläche von 3999 km². Beim Zensus 2017 lebten in der Provinz 96.937 Menschen. Im Jahr 1993 lag die Einwohnerzahl bei 94.962, im Jahr 2007 bei 96.937. Die Provinzverwaltung befindet sich in Sicuani.

## Geographische Lage
Die Provinz Canchis liegt in den Anden, etwa 90 km südöstlich der Regionshauptstadt Cusco. Sie hat eine Längsausdehnung in Nord-Süd-Richtung von etwa 80 km sowie eine Breite von bis zu 70 km. Der Río Vilcanota, Oberlauf des Río Urubamba. Entlang der nördlichen Provinzgrenze verläuft die Cordillera Vilcanota, ein vergletscherter Gebirgszug der peruanischen Ostkordillere, mit dem 6384 m hohen Ausangate. An deren Südflanke liegt der Gletscherrandsee Laguna Sibinacocha.
Die Provinz Canchis grenzt im Norden an die Provinz Quispicanchi, im Osten an die Provinzen Carabaya und Melgar (beide in der Region Puno), im Südwesten an die Provinz Canas sowie im Westen an die Provinz Acomayo.

## Verwaltungsgliederung
Die Provinz Canchis ist in acht Distrikte gegliedert. Der Distrikt Sicuani ist Sitz der Provinzverwaltung.
| Distrikt  | Verwaltungssitz |
| --------- | --------------- |
| Checacupe | Checacupe       |
| Combapata | Combapata       |
| Maranganí | Maranganí       |
| Pitumarca | Pitumarca       |
| San Pablo | San Pablo       |
| San Pedro | San Pedro       |
| Sicuani   | Sicuani         |
| Tinta     | Tinta           |